# One Life (película)
One Life (conocida en español como Los niños de Winton en España y como Lazos de vida en Hispanoamérica) es una película dramática biográfica británica de 2023 dirigida por James Hawes. Se basa en la historia real del humanitario británico Sir Nicholas Winton mientras recuerda sus esfuerzos pasados para ayudar a grupos de niños judíos en la Checoslovaquia ocupada por los alemanes a huir en 1938-1939, justo antes del comienzo de la Segunda Guerra Mundial. La película está protagonizada por Anthony Hopkins y Johnny Flynn como Sir Nicholas Winton, con Lena Olin, Romola Garai, Alex Sharp, Jonathan Pryce y Helena Bonham Carter en papeles secundarios.
One Life tuvo su estreno mundial en el Festival Internacional de Cine de Toronto el 9 de septiembre de 2023 y su estreno europeo en el Festival de Cine de Londres de 2023. Fue estrenada en el Reino Unido el 1 de enero de 2024 por Warner Bros. Pictures. La película recibió reseñas en su mayoría positivas, con elogios por las actuaciones del elenco, particularmente la de Hopkins.

## Sinopsis
Cuando Nicholas Winton, corredor de bolsa londinense de 29 años, visita Checoslovaquia en 1938, pocas semanas después de la firma de los Acuerdos de Munich, se encuentra con familias en Praga que habían huido del ascenso de los nazis en Alemania y Austria. Viven en malas condiciones, con poca o ninguna vivienda o comida, y con miedo a la invasión de los nazis. Winton conoce a Doreen Warriner, jefa de la oficina de Praga del Comité Británico para los Refugiados de Checoslovaquia (BCRC). Horrorizado por las condiciones en los campos de refugiados, Winton decide salvar él mismo a los niños judíos. Con el apoyo activo de su madre Babette, una inmigrante judía alemana que desde entonces se convirtió a la Iglesia de Inglaterra, supera obstáculos burocráticos, recauda donaciones y busca familias de acogida para los niños traídos a Inglaterra. Muchos de ellos son judíos que corren un riesgo inminente de deportación. Comienza una carrera contra el tiempo, ya que no está claro cuánto tiempo permanecerán abiertas las fronteras antes de la inevitable invasión nazi.
Cincuenta años después, en 1988, Nicholas Winton, que ahora tiene 79 años, limpia parte del desorden de su oficina, tal como le pidió su esposa Grete. Encuentra sus viejos documentos en los que registró su trabajo para el BCRC, con fotografías y listas de los niños que querían poner a salvo. Winton todavía se culpa por no haber sido capaz de salvar más. Durante el almuerzo con su viejo amigo Martin, Winton piensa sobre qué debería hacer con todos los documentos. Está considerando donarlos a un museo del Holocausto, pero al mismo tiempo quiere llamar la atención sobre la difícil situación actual de los refugiados, por lo que no lo hace.
Los documentos terminan en manos del equipo de producción de That's Life!, un programa de televisión producido por la BBC con la presentadora Esther Rantzen. Winton es invitado al espectáculo y se le pide que se siente entre la audiencia. That's Life sorprende a Winton al invitar al programa, para conocerlo, a algunos de los niños (ya adultos, lógicamente) que ayudó a salvar.

## Reparto
- Anthony Hopkins como Nicholas Winton
  - Johnny Flynn como el joven Nicholas Winton
- Helena Bonham Carter como Babi Winton
- Lena Olin como Grete Winton
- Jonathan Pryce como Martin Blake
  - Ziggy Heath como el joven Martin Blake
- Romola Garai como Doreen Warriner
- Alex Sharp como Trevor Chadwick
- Samantha Spiro como Esther Rantzen

## Producción

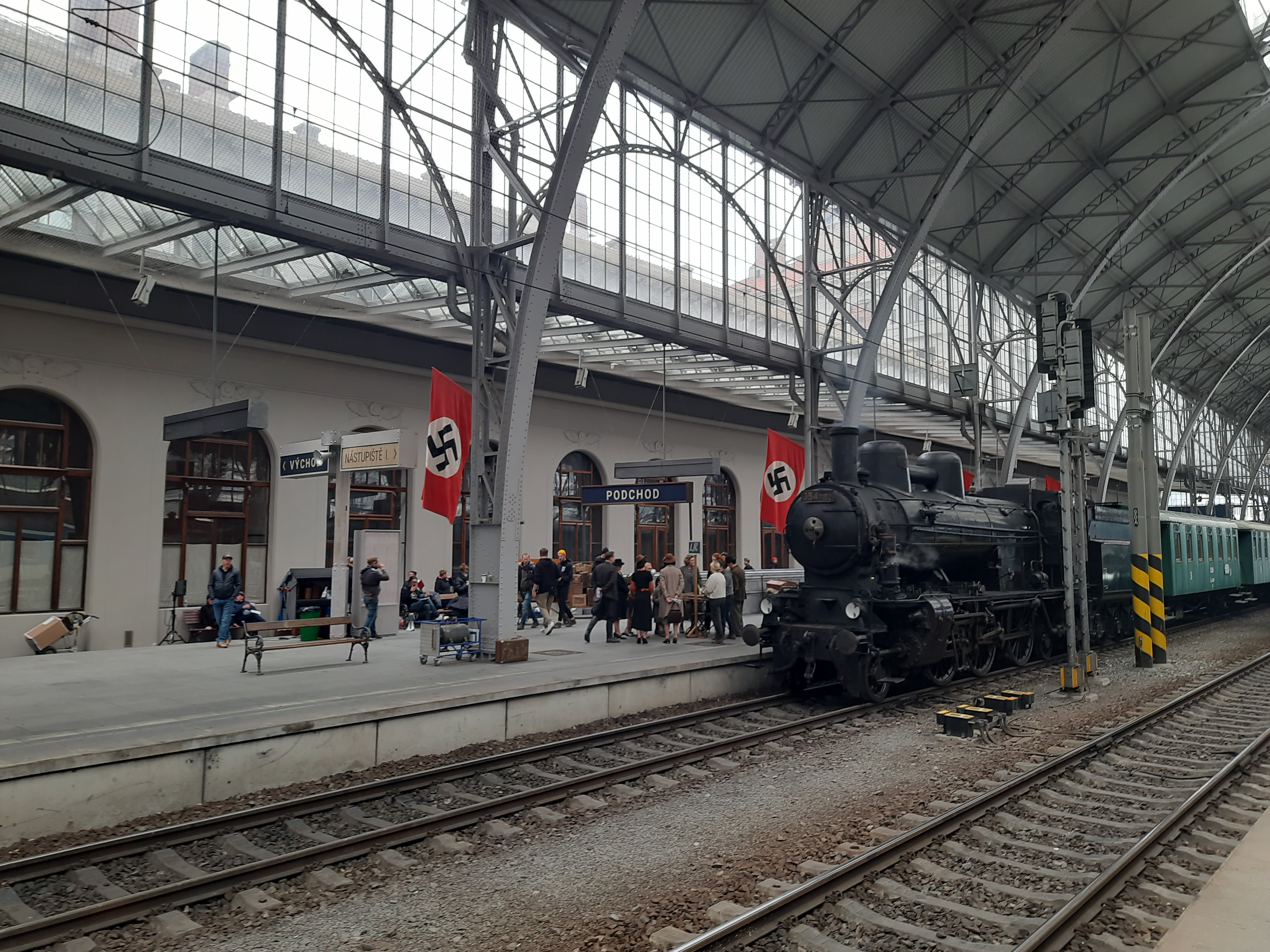
El set de filmación de One Life en la estación principal de trenes de Praga

En septiembre de 2020, se anunció que Anthony Hopkins y Johnny Flynn participarían en una película biográfica sobre Sir Nicholas Winton llamada One Life. A partir de un guion de Lucinda Coxon y Nick Drake, Aisling Walsh iba a dirigir con See-Saw Films y BBC Film como productora a través de los productores ejecutivos Rose Garnett y Simon Gillis, y los productores Iain Canning, Emile Sherman y Joanna Laurie. FilmNation Entertainment y Cross City Films se encargarían de las ventas internacionales. En septiembre de 2022 se reveló que James Hawes iba a dirigir su debut cinematográfico, mientras que Helena Bonham Carter se había unido al elenco como la madre de Winton, Babi Winton. También se reveló que Guy Heeley estaba a bordo como productor y que el guion estaba basado en el libro If It's Not Impossible...The Life of Sir Nicholas Winton, escrito por su hija Barbara Winton. También se anunció que se unirían al elenco Jonathan Pryce, Romola Garai y Alex Sharp. El rodaje tuvo lugar en Londres en septiembre de 2022, y la fotografía principal también se llevó a cabo en Praga.
La hija de Winton pidió que Hopkins interpretara a su padre. Hopkins leyó el guion y aceptó el papel. El hijo de Winton elogió la interpretación de Hopkins de su padre. Un superviviente calificó la película como un "tributo apropiado". Los extras que componen la recreación de la audiencia del programa son los hijos reales de aquellos que Winton había salvado.
La campaña publicitaria de la película provocó indignación cuando se omitió la herencia predominantemente judía de los niños en el transporte infantil y se los describió como "centroeuropeos".